# Bruce Gordon (attore statunitense)
Bruce Gordon (Fitchburg, 1º febbraio 1916 – Santa Fe, 20 gennaio 2011) è stato un attore statunitense.
Recitò dal 1948 al 1982 in 14 film e dal 1951 al 1984 in oltre cento produzioni televisive.

## Biografia
Bruce Gordon nacque a Fitchburg, in Massachusetts, il 1º febbraio 1916.
Si dedicò ad una lunga carriera televisiva dando vita a numerosi personaggi per varie serie, tra cui Ponzio Pilato nell'episodio The Trial of Pontius Pilate della serie antologica Robert Montgomery Presents nel 1957, il comandante Matson in 26 episodi della serie Behind Closed Doors dal 1958 al 1959, Frank Nitti in 28 episodi della serie Gli intoccabili dal 1959 al 1963 (ruolo che aveva ricoperto anche nel pilota The Untouchables, trasmesso come doppio episodio della serie antologica Westinghouse Desilu Playhouse), Gus Chernak in 25 puntate della soap Peyton Place dal 1965 al 1966 e collezionò molte altre partecipazioni dagli anni cinquanta agli anni ottanta in veste di guest star o di interprete di personaggi perlopiù minori in numerosi episodi.
La sua carriera cinematografica vanta poche presenze; una delle principali interpretazioni è quella di Barney Senn in Una pallottola alla schiena del 1962. L'ultimo suo ruolo per gli schermi televisivi fu quello di Dillinger per la serie Simon & Simon interpretato nell'episodio The Dillinger Print trasmesso l'8 marzo 1984. Per quanto riguarda le interpretazioni cinematografiche, l'ultima è quella nel film fantascientifico Timerider - Una moto contro il muro del tempo del 1982 in cui recita nel ruolo di Earl.
A seguito del suo ritiro dalle scene, alla fine degli anni ottanta aprì un ristorante a Scottsdale (Arizona) e gli diede il nome "Frank Nitti's Place" (nome del suo personaggio più noto, quello del boss della mala Nitti in Gli intoccabili). Morì a Santa Fe, nel Nuovo Messico, il 20 gennaio 2011.

## Filmografia

### Cinema

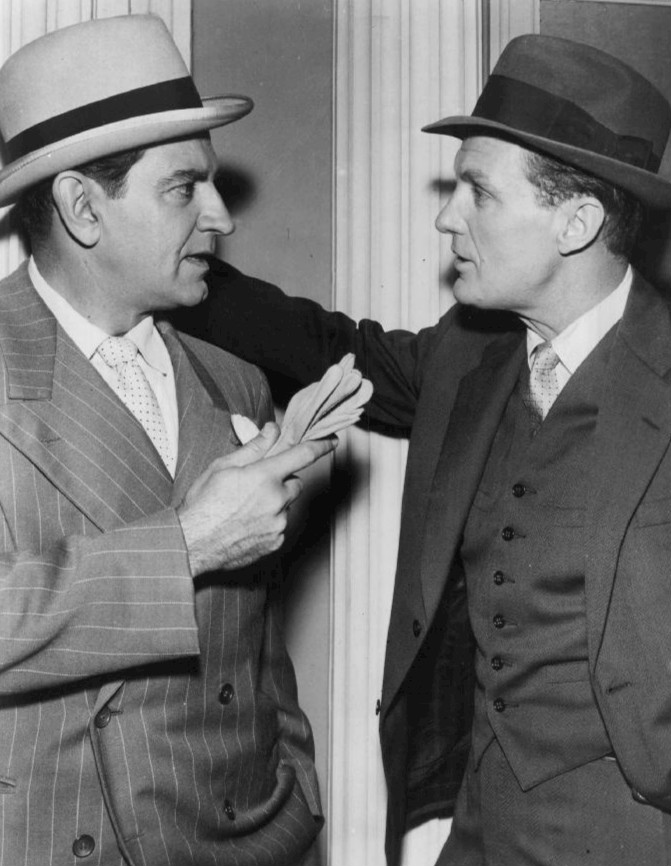
Bruce Gordon (a sinistra) nel ruolo di Frank Nitti nella serie Gli intoccabili

- La città nuda (The Naked City), regia di Jules Dassin (1948)
- Strada senza nome (The Street with No Name), regia di William Keighley (1948)
- Una notte sui tetti (Love Happy), regia di David Miller (1949)
- I bucanieri (The Buccaneer), regia di Anthony Quinn (1958)
- L'uomo senza corpo (Curse of the Undead), regia di Edward Dein (1959)
- Mission of Danger, regia di Jacques Tourneur, George Waggner (1960)
- Il cerchio della violenza (Key Witness), regia di Phil Karlson (1960)
- Una pallottola alla schiena (Rider on a Dead Horse), regia di Herbert L. Strock (1962)
- La torre di Londra (Tower of London), regia di Roger Corman (1962)
- Slow Run, regia di Lawrence Kardish (1968)
- L'incredibile casa in fondo al mare (Hello Down There), regia di Jack Arnold, Ricou Browning (1969)
- Machismo: 40 Graves for 40 Guns, regia di Paul Hunt (1971)
- Piraña, regia di Joe Dante (1978)
- Timerider - una moto contro il muro del tempo (Timerider: The Adventure of Lyle Swann), regia di William Dear (1982)

### Televisione
- Nash Airflyte Theatre – serie TV, un episodio (1951)
- Lux Video Theatre – serie TV, 2 episodi (1951-1953)
- The Philco Television Playhouse – serie TV, 2 episodi (1951)
- Studio One – serie TV, 3 episodi (1952-1955)
- Suspense – serie TV, un episodio (1952)
- Robert Montgomery Presents – serie TV, 3 episodi (1953-1957)
- The Goldbergs – serie TV, un episodio (1953)
- You Are There – serie TV, 3 episodi (1954-1955)
- King Richard II – film TV (1954)
- The Man Behind the Badge – serie TV, un episodio (1954)
- Kraft Television Theatre – serie TV, 4 episodi (1955-1957)
- The Best of Broadway – serie TV, un episodio (1955)
- Justice – serie TV, un episodio (1955)
- Star Tonight – serie TV, 2 episodi (1955)
- Kraft Television Theatre – serie TV, un episodio (1955)
- The United States Steel Hour – serie TV, un episodio (1955)
- I Spy – serie TV, un episodio (1955)
- Jane Wyman Presents The Fireside Theatre – serie TV, 2 episodi (1956-1957)
- Have Gun - Will Travel – serie TV, 2 episodi (1957-1959)
- Armstrong Circle Theatre – serie TV, 2 episodi (1957-1963)
- The Lark – film TV (1957)
- The Kaiser Aluminum Hour – serie TV, episodio 1x22 (1957)
- Il tenente Ballinger (M Squad) – serie TV, episodio 1x01 (1957)
- Una donna poliziotto (Decoy) – serie TV, episodio 1x01 (1957)
- Harbormaster – serie TV, un episodio (1957)
- I racconti del West (Zane Grey Theater) – serie TV, un episodio (1957)
- Tombstone Territory – serie TV, un episodio (1957)
- Behind Closed Doors – serie TV, 26 episodi (1958-1959)
- Avventure in elicottero (Whirlybirds) – serie TV, 2 episodi (1958-1959)
- Westinghouse Desilu Playhouse – serie TV, 4 episodi (1958-1959)
- Gunsmoke – serie TV, 3 episodi (1958-1960)
- The Walter Winchell File – serie TV, un episodio (1958)
- The DuPont Show of the Month – serie TV, episodio 1x07 (1958)
- Trackdown – serie TV, un episodio (1958)
- Jefferson Drum – serie TV, un episodio (1958)
- Man Without a Gun – serie TV, un episodio (1958)
- Target – serie TV, episodio 1x30 (1958)
- Colgate Theatre – serie TV, un episodio (1958)
- Northwest Passage – serie TV, un episodio (1958)
- Le grandi fiabe (Shirley Temple's Storybook) – serie TV, un episodio (1958)
- U.S. Marshal – serie TV, un episodio (1958)
- Gli intoccabili (The Untouchables) – serie TV, 28 episodi (1959-1963)
- Perry Mason – serie TV, 3 episodi (1959-1964)
- Bonanza – serie TV, 3 episodi (1959-1970)
- The Californians – serie TV, un episodio (1959)
- Alcoa Presents: One Step Beyond – serie TV, un episodio (1959)
- FBI contro Al Capone (The Scarface Mob) – film TV (1959)
- Playhouse 90 – serie TV, un episodio (1959)
- Johnny Ringo – serie TV, un episodio (1959)
- Bat Masterson – serie TV, un episodio (1959)
- I detectives (The Detectives) – serie TV, episodi 1x04-1x09 (1959)
- The Grand Jury – serie TV, episodio (1959)
- Sugarfoot – serie TV, episodi 4x04-4x07 (1960-1961)
- Outlaws – serie TV, episodi 1x06-2x04-2x15 (1960-1962)
- Avventure lungo il fiume (Riverboat) – serie TV, un episodio (1960)
- Tightrope – serie TV, episodio 1x22 (1960)
- Hotel de Paree – serie TV, un episodio (1960)
- Laramie – serie TV, un episodio (1960)
- The Chevy Mystery Show – serie TV, episodio 1x07 (1960)
- Indirizzo permanente (77 Sunset Strip) – serie TV, episodio 3x04 (1960)
- Tales of Wells Fargo – serie TV, 2 episodi (1960)
- The Barbara Stanwyck Show – serie TV, un episodio (1960)
- Carovana (Stagecoach West) – serie TV, episodio 1x09 (1960)
- Maverick – serie TV, episodio 4x20 (1961)
- The Deputy – serie TV, un episodio (1961)
- Scacco matto (Checkmate) – serie TV, episodio 1x20 (1961)
- Peter Gunn – serie TV, episodio 3x20 (1961)
- Death Valley Days – serie TV, un episodio (1961)
- Avventure in paradiso (Adventures in Paradise) – serie TV, 2 episodi (1961)
- Surfside 6 – serie TV, episodio 2x17 (1962)
- Lotta senza quartiere (Cain's Hundred) – serie TV, un episodio (1962)
- Route 66 – serie TV, un episodio (1962)
- Car 54, Where Are You? – serie TV, un episodio (1962)
- La città in controluce (Naked City) – serie TV, un episodio (1963)
- La parola alla difesa (The Defenders) – serie TV, un episodio (1963)
- Mr. Broadway – serie TV, episodio 1x04 (1964)
- Peyton Place – serie TV, 25 episodi (1965-1966)
- The Lucy Show – serie TV, un episodio (1966)
- Organizzazione U.N.C.L.E. (The Man from U.N.C.L.E.) – serie TV, un episodio (1966)
- Polvere di stelle (Bob Hope Presents the Chrysler Theatre) – serie TV, un episodio (1966)
- Corri e scappa Buddy (Run Buddy Run) – serie TV, un episodio (1966)
- Agenzia U.N.C.L.E. (The Girl from U.N.C.L.E.) – serie TV, episodio 1x03 (1966)
- The Jackie Gleason Show – serie TV, un episodio (1967)
- He & She – serie TV, un episodio (1967)
- The Flying Nun – serie TV, un episodio (1968)
- Get Smart – serie TV, un episodio (1968)
- Mannix – serie TV, un episodio (1968)
- L'orso Ben (Gentle Ben) – serie TV, un episodio (1968)
- Tarzan – serie TV, episodi 2x22-2x23 (1968)
- Operazione ladro (It Takes a Thief) – serie TV, un episodio (1968)
- Blondie – serie TV, un episodio (1969)
- Ironside – serie TV, un episodio (1969)
- Here's Lucy – serie TV, 2 episodi (1970-1972)
- Adam-12 – serie TV, 2 episodi (1970-1972)
- The Doris Day Show – serie TV, 2 episodi (1970-1973)
- La famiglia Smith (The Smith Family) – serie TV, un episodio (1971)
- The Partners – serie TV, un episodio (1972)
- Banacek – serie TV, un episodio (1974)
- Pepper Anderson agente speciale (Police Woman) – serie TV, un episodio (1975)
- Lucy Gets Lucky – film TV (1975)
- Joe Forrester – serie TV, un episodio (1975)
- Nel tunnel dei misteri con Nancy Drew e gli Hardy Boys (The Hardy Boys/Nancy Drew Mysteries) – serie TV, un episodio (1977)
- Professione pericolo (The Fall Guy) – serie TV, un episodio (1982)
- Simon & Simon – serie TV, un episodio (1984)